# Petrașivka, Hlobîne
Petrașivka (în ucraineană Петрашівка) este un sat în comuna Brovarkî din raionul Hlobîne, regiunea Poltava, Ucraina.

## Demografie
Componența lingvistică a localității Petrașivka
     Ucraineană (95,89%)
     Rusă (4,11%)
Conform recensământului din 2001, majoritatea populației localității Petrașivka era vorbitoare de ucraineană (95,89%), existând în minoritate și vorbitori de rusă (4,11%).